# Emoia mivarti
Espèce
Synonymes
- Lygosoma mivarti Boulenger, 1887

Statut de conservation UICN

 DD  : Données insuffisantes
Emoia mivarti est une espèce de sauriens de la famille des Scincidae.

## Répartition
Cette espèce se rencontre :
- dans l'archipel Bismarck en Papouasie-Nouvelle-Guinée ;
- à Waigeo et dans le nord de la Nouvelle-Guinée occidentale en Indonésie.

## Étymologie
Cette espèce est nommée en l'honneur de George Jackson Mivart.

## Publication originale
- Boulenger, 1887 : Catalogue of the Lizards in the British Museum (Nat. Hist.) III. Lacertidae, Gerrhosauridae, Scincidae, Anelytropsidae, Dibamidae, Chamaeleontidae. London, p. 1-575 (texte intégral).